# Altarul de la Mălâncrav

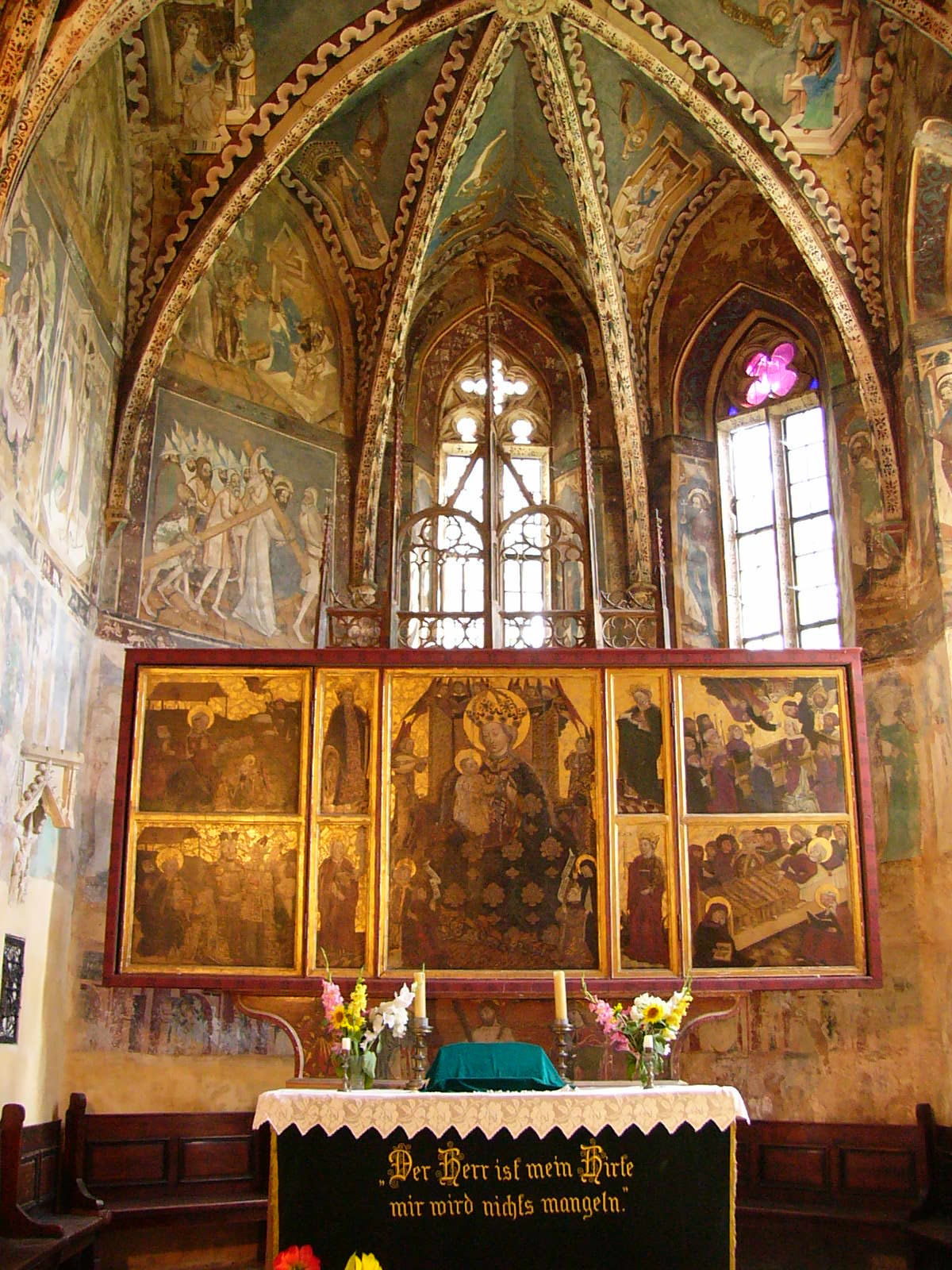
Altarul de la Mălâncrav (fața festivă)

Altarul de la Mălâncrav este singurul altar poliptic transilvănean păstrat intact din perioada catolică, de dinaintea reformei protestante. Capodopera de artă gotică a fost datată înainte de anul 1469.
Lucrarea se află în biserica fortificată din Mălâncrav.

## Descriere
Tabloul central este o reprezentare a Fecioarei Maria cu pruncul Isus, iar celelalte tablouri sunt scene legate de Crăciun (stânga), portrete de sfinți, respectiv scene legate de viața Maicii Domnului (dreapta).
| Altarflügel         | Zwischentafel  | Tabloul central                | Zwischentafel    | Altarflügel                        |
| ------------------- | -------------- | ------------------------------ | ---------------- | ---------------------------------- |
| Nașterea Domnului   | Sf. Ecaterina  | Maica Domnului cu pruncul Isus | Sfânta Agnes     | Ridicarea la Cer a Maicii Domnului |
| Magii de la răsărit | Sfânta Barbara | Maica Domnului cu pruncul Isus | Sfânta Margareta | Adormirea Maicii Domnului          |

| Feste Tafel        | Altarflügel      | Altarflügel           | Feste Tafel      |
| ------------------ | ---------------- | --------------------- | ---------------- |
| Arhanghelul Mihail | Buna Vestire     | Visitatio Mariae      | Sfântul Gheorghe |
|                    | Tăierea Împrejur | Întâmpinarea Domnului |                  |

## Dimensiuni
Tabloul central măsoară 214 x 140 cm, iar tablourile adiacente măsoară fiecare 98 x 43 cm. Tablourile mobile măsoară fiecare 98 x 113,5 cm. Predella are înălțimea de 57 cm, iar lățimea sus 319 cm, iar la bază 237 cm.